# Jon Glaser
Jonathan Daniel Glaser, detto Jon (Chicago, 20 giugno 1968), è un attore, comico, sceneggiatore e produttore televisivo statunitense.
È noto soprattutto per aver lavorato, per svariati anni, al Late Night with Conan O'Brien, per aver creato e interpretato le serie televisive Delocated e Neon Joe, Werewolf Hunter, entrambe andate in onda sul blocco Adult Swim, e Jon Glaser Loves Gear di truTV.

## Biografia
Jon Glaser è nato a Chicago, in Illinois, ed è cresciuto a Southfield, in Michigan. Si è laureato all'Università del Michigan, dove si è esibito in varie sketch comedy insieme a Jon Hein, H. Anthony Lehv e Craig Neuman.

## Filmografia parziale

### Attore
- Lois Kaz – serie TV (1994)
- The Armando Diaz Experience, Theatrical Movement and Hootenanny – serie TV (1995)
- The Dana Carvey Show – serie TV, 2 episodi (1996)
- Late Night with Conan O'Brien: 5 – film TV (1998)
- Late Night with Conan O'Brien – serie TV, 10 episodi (1998-2008)
- Pulp Comics: Louis C.K.'s Filthy Stupid Talent Show – cortometraggio (1999)
- Upright Citizens Brigade – serie TV, 2 episodi (1999-2000)
- Saturday Night Live – serie TV, 1 episodio (2000)
- TV Funhouse – serie TV, 8 episodi (2000-2001)
- Pootie Tang – film (2001)
- Soundtracks Live – film TV (2004)
- Cheap Seats: Without Ron Parker – serie TV, 16 episodi (2004-2006)
- Perfect Partner – film (2005)
- Gay Robot – film TV (2006)
- What's Not to Love? – film TV (2006)
- Scuola per canaglie – film (2006)
- The Colbert Report – serie TV, 1 episodio (2006)
- Human Giant – serie TV, 4 episodi (2007-2008)
- Be Kind Rewind - Gli acchiappafilm – film (2008)
- The Toe Tactic – film (2008)
- Baby Mama – film (2008)
- The Rocker - Il batterista nudo – film (2008)
- A Bad Situationist – video (2008)
- Comedy Central's TV Funhouse – cortometraggio (2008)
- Bang Blow & Stroke – cortometraggio (2008)
- Mayne Street – serie TV, 13 episodi (2008-2009)
- 30 Rock – serie TV, 1 episodio (2008-2009)
- Delocated – serie TV, 30 episodi (2009-2013)
- Nick Swardson's Pretend Time – serie TV, 1 episodio (2010)
- Jon Benjamin Has a Van – serie TV, 1 episodio (2011)
- Curb Your Enthusiasm – serie TV, 1 episodio (2011)
- The Heart, She Holler – serie TV, 2 episodi (2011-2014)
- Il dittatore, regia di Larry Charles (2012)
- Eugene! – film TV (2012)
- Parks and Recreation – serie TV, 18 episodi (2012-2015)
- Tuna, regia di Bob Byington (2013)
- The Greatest Event in Television History – serie TV, 1 episodio (2013)
- Inside Amy Schumer – serie TV, 6 episodi (2013-2022)
- Girls – serie TV, 12 episodi (2013-2016)
- Growing Up and Other Lies, regia di Darren Grodsky e Danny Jacobs (2014)
- Search Party, regia di Scot Armstrong (2014)
- Louie – serie TV, 1 episodio (2015)
- Un disastro di ragazza, regia di Judd Apatow (2015)
- Conan – serie TV, 2 episodi (2015)
- Difficult People – serie TV, 1 episodio (2015)
- Le sorelle perfette, regia di Jason Moore (2015)
- Neon Joe, Werewolf Hunter – serie TV, 10 episodi (2015-2017)
- Jon Glaser Loves Gear – serie TV, 13 episodi (2016-2019)
- Your Pretty Face Is Going to Hell – serie TV, 2 episodi (2016-2019)
- Sasheer Zamata Party Time – serie TV, 1 episodio (2017)
- Wine Country, regia di Amy Poehler (2019)
- Le ragazze di Wall Street - Business Is Business, regia di Lorene Scafaria (2019)
- Living with Yourself – serie TV, 2 episodi (2019)
- Mr. Robot – serie TV, 1 episodio (2019)
- Omniboat: A Fast Boat Fantasia (2020)
- Kevin Can F**k Himself – serie TV, 1 episodio (2021)
- Don't Look Up, regia di Adam McKay (2021)
- Washingtonia (2021)
- Single Drunk Female – serie TV, 3 episodi (2022)
- Law & Order - Unità vittime speciali – serie TV, ep. 23x16 (2022)
- Life & Beth – serie TV, 1 episodio (2022)
- Infiltrati alla Casa Bianca - White House Plumbers – miniserie TV, episodio 1x01 (2023)

### Doppiatore
- Deer Avenger – videogioco (1998)
- Deer Avenger 2: Deer in the City – videogioco (1999)
- Deer Avenger 3D – videogioco (2000)
- Aqua Teen Hunger Force – serie animata, 3 episodi (2003)
- Bleach – serie animata, 2 episodi (2004-2005)
- Stroker and Hoop – serie animata, 13 episodi (2004-2005)
- O'Grady – serie animata, 2 episodi (2005)
- Wonder Showzen – serie animata, 3 episodi (2005-2006)
- Lucy, the Daughter of the Devil – serie animata, 11 episodi (2005-2007)
- Freak Show – serie animata, 7 episodi (2006)
- Aqua Teen Hunger Force Colon Movie Film for Theaters – film (2007)
- Superjail! – serie animata, 1 episodio (2008)
- Bob's Burgers – serie animata, 4 episodi (2011-2020)
- TripTank – serie animata, 1 episodio (2014)
- The Flaming C – miniserie TV, 2 episodi (2015)
- Archer – serie animata, 1 episodio (2016)
- Our Cartoon President – serie animata, 3 episodi (2020)
- Dicktown – serie animata, 2 episodi (2020-2022)
- Teenage Euthanasia – serie animata, 2 episodio (2021-2023)
- Fairfax – serie animata, 1 episodio (2021)
- La famiglia Paloni: speciale Halloween – special TV (2022)

## Doppiatori italiani
Nelle sue interpretazioni è stato doppiato da:
- Edoardo Stoppacciaro in Scuola per canaglie
- Enrico Di Troia in The Rocker - Il batterista nudo
- Alessandro Quarta in Un disastro di ragazza
- Francesco Prando in Mr. Robot
- Oreste Baldini in Single Drunk Female
- Andrea Lavagnino in Life & Beth
- Alessio Cigliano in Infiltrati alla Casa Bianca - White House Plumbers
- Gabriele Sabatini in Kevin Can F**k Himself

Da doppiatore è sostituito da:
- Riccardo Scarafoni in Archer
- Alberto Bognanni in Law & Order - Unità Vittime Speciali
- Davide Marzi in Helpsters

## Premi e riconoscimenti

### Primetime Emmy Awards
- 1999 - Nomination come miglior sceneggiatura per un programma varietà o musicale per Late Night with Conan O'Brien
- 2000 - Nomination come miglior sceneggiatura per un programma varietà, musicale o commedia per Late Night with Conan O'Brien
- 2001 - Nomination come miglior sceneggiatura per un programma varietà, musicale o commedia per Late Night with Conan O'Brien
- 2002 - Nomination come miglior sceneggiatura per un programma varietà, musicale o commedia per Late Night with Conan O'Brien
- 2003 - Nomination come miglior sceneggiatura per un programma varietà, musicale o commedia per Late Night with Conan O'Brien
- 2015 - Nomination come miglior sceneggiatura per un programma varietà per Inside Amy Schumer

Writers Guild of America Award
- 1999 - Nomination come miglior commedia o varietà – Serie (inclusi i talk show) – Televisione per Late Night with Conan O'Brien
- 2000 - Miglior commedia o varietà – Serie (inclusi i talk show) – Televisione per Late Night with Conan O'Brien
- 2001 - Nomination come miglior commedia o varietà – Serie (inclusi i talk show) – Televisione per Late Night with Conan O'Brien
- 2002 - Miglior commedia o varietà – Serie (inclusi i talk show) – Televisione per Late Night with Conan O'Brien
- 2003 - Miglior commedia o varietà – Serie (inclusi i talk show) – Televisione per Late Night with Conan O'Brien
- 2004 - Nomination come miglior commedia o varietà – Serie (inclusi i talk show) – Televisione per Late Night with Conan O'Brien
- 2007 - Nomination come miglior commedia o varietà – Serie (inclusi i talk show) – Televisione per Late Night with Conan O'Brien
- 2016 - Miglior commedia o varietà – Serie –Televisione per Inside Amy Schumer